# Pildammsskolan
Pildammsskolan var ursprungligen en 1889 invigd folkskola i Malmö, men var även namnet på en 1967–2000 verksam gymnasieskola där.

## Historia
År 1889 uppfördes den äldsta Pildammsskolan  i kvarteret Kaninen efter ritningar av arkitekten John Smedberg. Det var en trevåningsbyggnad i rött tegel och den största folkskolan som dittills byggts i Malmö. 
År 1967 blev Pildammsskolan nytt namn på Johannes samrealskola och kommunala gymnasium. Denna läroanstalt hade redan då övertagit den tidigare folkskolans lokaler och använde dessa för sina yngsta elever. År 1970 övertog Pildammsskolan även de byggnader som tillhört den intilliggande Källängsskolan (tidigare flickläroverk).
Den 1889 uppförda byggnaden revs 1985 i samband med förberedelserna för förnyelsen av kvarteret Kaninen. År 2000 upphörde Pildammsskolan, som då uppdelades i Öresundsgymnasiet med Bernadottegymnasiet, Malmö Vård- och Hälsogymnasium och dåvarande Skånes Turismgymnasium. År 2006 utrymdes byggnaderna, varvid Öresundsgymnasiet och Bernadottegymnasiet sammanslogs med Pauliskolan till Pauli gymnasium och flyttade dit, medan Malmö Vård- och Hälsogymnasium flyttade till före detta Värnhems sjukhus, där den nya skolan Rönnens gymnasium inrättades.
Rockgruppen Wilmer X bildades 1977 av några elever på den dåvarande gymnasieskolan Pildammsskolan.
Idag är hela kvarteret med samtliga renoverade skolbyggnader Rådmansvångens skola.